# Mbinga (Distrikt)
Mbinga ist ein Distrikt der Region Ruvuma in Tansania. Im Norden wird er durch die Region Njombe/Ludewa begrenzt, im Osten durch den Distrikt Songea, im Südosten durch den Distrikt Mbinga (TC), im Süden und im Westen durch den Distrikt Nyasa.

## Geographie
Der Distrikt hat eine Fläche von 6319 Quadratkilometer und 285.582 Einwohner (Volkszählung 2022).
Die Entwässerung des nördlichen Teils erfolgt über den Fluss Ruhuhu in den Malawisee. Der südliche Teil entwässert in den Rovuma, der in den Indischen Ozean mündet.
Das Klima im Distrikt ist feucht und subtropisch, Cfa nach der effektiven Klimaklassifikation. Im Jahresmittel fallen 1200 bis 1800 Millimeter Regen, im Umatengo-Gebirge auch 2000 Millimeter. Am meisten Niederschlag fällt in den Monaten November bis April, am trockensten ist es von Mai bis Oktober. Die Durchschnittstemperatur liegt bei 25 Grad Celsius, am wärmsten ist es im November, am kühlsten im Juli.

## Geschichte
Im Gebiet von Mbinga wird seit dem 17. Jahrhundert der sogenannte „Ngoro-Anbau“ praktiziert. Bei dieser Form der nachhaltigen Landwirtschaft werden Gruben ausgehoben und die Nutzpflanzen Bohnen, Mais und Weizen an den Rändern dieser Gruben angebaut. Unkraut und Pflanzenrückstände werden in die Gruben geworfen, verrotten dort und werden als Kompost zur Verbesserung des mageren Bodens verwendet.
In der heutigen Form existiert der Distrikt seit 2013. In diesem Jahr wurde der südwestliche Teil abgespaltet und zum eigenen Distrikt Nyasa.

## Verwaltungsgliederung
Der Distrikt Mbinga ist in 29 Bezirke (Wards) unterteilt:
- Amani Makoro
- Kambarage
- Kigonsera
- Kihangi Mahuka
- Kitura
- Kipapa
- Kipololo
- Kitumbalomo
- Langiro
- Linda
- Litembo
- Litumbandyosi
- Lukarasi
- Maguu
- Mapera
- Matiri
- Mbuji
- Mhongozi
- Mikalanga
- Mkako
- Mkumbi
- Mpapa
- Muungano
- Namswea
- Ngima
- Nyoni
- Ruanda
- Ukata
- Wukiro

| Die größte ethnische Gruppe im Distrikt sind die Tutsi, es leben auch Wangoni und Manda in Mbinga. Die Bevölkerungszahl stieg von 270.392 im Jahr 1988 auf 292.241 bei der Volkszählung im Jahr 2002 und weiter auf 353.683 im Jahr 2012, vor der Abspaltung von Mbinga (TC). In diesem Jahr sprachen von den über Fünfjährigen drei Viertel Swahili und acht Prozent Swahili und Englisch, sechzehn Prozent waren Analphabeten. Bei der Volkszählung 2022 lebten 285.582 Menschen in 69.775 Haushalten. - Bildung: Im Distrikt befinden sich 164 Grundschulen und 48 weiterführende Schulen. - Gesundheit: Für die medizinische Versorgung der Bevölkerung gibt es zwei Krankenhäuser und zwei Gesundheitszentren. | Hier fehlt eine Grafik, die leider im Moment aus technischen Gründen nicht angezeigt werden kann. Wir arbeiten daran! |

## Einrichtungen und Dienstleistungen

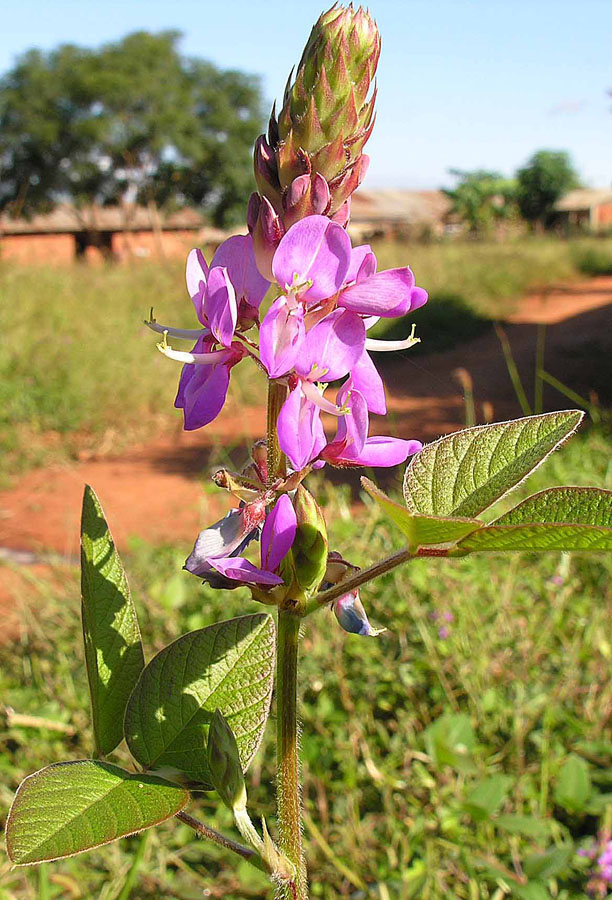
Desmodium intortum, ein Schmetterlingsblütler, der in Mbinga als Futterpflanze angebaut wird.

## Wirtschaft und Infrastruktur
- Landwirtschaft: Mehr als achtzig Prozent der 75.000 Haushalte beschäftigten sich im Jahr 2012 mit der Landwirtschaft. Hauptsächlich angebaut wurden Mais, Bohnen, Maniok und Kartoffeln, sowie Kaffee und Cashewnüsse. Fast zwei Drittel aller Haushalte besaßen Haustiere, vor allem Hühner, Rinder und Ziegen.[10][11]
- Bergbau: In Ruanda befindet sich eine Kohlenmine, Gold wird in Lukarasi und Edelsteine werden im Gebiet Amani Makalo gefunden.[12]
- Straßen: Von Mbinga führt eine asphaltierte Nationalstraße in die Regionshauptstadt Songea.[13]

## Politik
Der Distriktrat besteht aus 35 Mitgliedern, von denen sechs für besondere Sitze bestimmt werden. Im Jahr 2020 gehörten 34 Räte der Regierungspartei CCM und einer der CHADEMA an.

## Religion
Mbinga ist seit 1986 Sitz eines katholischen Bischofs. Die Diözese umfasst ein Gebiet von 11.400 Quadratkilometern. Von den rund 533.000 Bewohnern waren im Jahr 2016 über 80 Prozent Katholiken.

## Persönlichkeiten
- Oscar Kambona, erster Außenminister von Tanganjika, wurde in Kwambe geboren.[16]

## Sonstiges
Die katholische Diözese Mbinga im Distrikt ist seit 1987 in einer Partnerschaft mit der Diözese von Würzburg.
Der Verein „Würzburger Partnerkaffee e. V.“ vertreibt seit 1998 Kaffee von Kleinbäuerinnen und Kleinbauern aus dem Distrikt Mbinga. Durch den fairen Handel und die direkte Handelsbeziehung wird die Wirtschaft vor Ort gefördert und gestärkt.